# D-12
D-12 (ros. Д-12) – radziecki samochód pancerny używany w latach 30. i 40. XX wieku.
D-12 miał konstrukcję zbliżoną do konstruowanego równolegle lekkiego samochodu pancernego D-8. podobnie jak on wykorzystywał on podwozie samochodu osobowego Ford-A, ale w odróżnieniu od niego był uzbrojony w przeciwlotniczy karabin maszynowy.
Prototyp D-12 powstał w 1931 roku. Pojazd wykorzystywał podwozie samochodu Ford-A z umieszczonym z przodu silnikiem gaźnikowym Ford-A o pojemności 3285 cm³ i mocy 40 Km (29,4 kW) przy 2200 obr./min. Napęd z silnika był przekazywany na tylną oś za pośrednictwem skrzyni biegów z trzema biegami do przodu i biegiem wstecznym. Cztery koła były wyposażone w opony o rozmiarze 5.50-19. Hamulce bębnowe na wszystkich kołach.
Na podwoziu osadzony był stalowy kadłub. Wykonano go z blach pancernych o grubości 7 mm (przód, tył i boki kadłuba), 6 mm (strop) i 3 mm (podłoga). Wewnątrz kadłuba znajdowały się stanowiska dwuosobowej załogi składającej się z kierowcy i strzelca km. Zajmowali oni miejsce w pojeździe przez boczne drzwi. Kierowca obserwował otoczenie pojazdu przez otwór z przodu pojazdu i mniejsze otwory w drzwiach. W warunkach bojowych otwory były zasłaniane pancernymi osłonami wyposażonymi w szczeliny obserwacyjne. Prototyp był wyposażone w trzy jarzma w których mógł być zamocowany czkm DT. Znajdowały się one obok stanowiska kierowcy, oraz w bocznych ścianach pancerza (za drzwiami). Drugi DT lub Maksim ob. 1910 był mocowany na obrotnicy obsługiwanej przez wycięcie w stropie pojazdu. Dzięki tej broni pojazd nie był całkowicie bezbronny w starciu z samolotami (aczkolwiek skuteczność prowadzonego ognia przeciwlotniczego nie była wysoka).
Prototypowy D-12 był testowany równolegle z D-8. Po testach zdecydowano się przyjąć do uzbrojenia oba wozy. Mała seria D-12 została wyprodukowana w 1932 roku. Wozy seryjne nie posiadały jarzm km w bocznych ścianach kadłuba. W następnych latach pododdziały wyposażone w D-12 regularnie uczestniczyły w kolejnych defiladach upamiętniających rocznicę Rewolucji październikowej. W 1941 roku był to już pojazd przestarzały i D-12 biorące udział w walkach z Niemcami zostały szybko zniszczone. Nieliczne pojazdy tego typu dotrwały do 1945 roku w jednostkach RKKA stacjonujących w Mongolii.